# Lucas Comachi
Lucas Comachi (Santa Fe Capital, Provincia de Santa Fe, Argentina; 15 de enero de 1994) es un futbolista argentino. Juega como Mediocampista-Extremo por ambas bandas. Su primer equipo fue Colón de Santa Fe. Actualmente milita en Santamarina de Tandil del Torneo Federal A. Es hijo de Sergio Comachi y hermano de Martín Comachi, también jugadores de fútbol.

## Trayectoria
Nacido en Santa Fe, Argentina, Lucas Comachi inició su carrera en el club Ciclon Racing (Santa Fe) pasando luego por Santa fe Futbol Club, donde fue a probarse y quedó en clubes de Buenos Aires como River Plate, Boca Juniors, Arsenal de Sarandí y Lanús (Club Atlético).
En 2008 viaja a Buenos Aires y se convierte en jugador de Boca Juniors, donde saldría campeón en Octava División  y Copa Independência de Futebol sub-17 en el país de México, ganándole la final al Cruz Azul Fútbol Club en el Estadio Azteca.
Luego en 2012 pasa a ser jugador de Colón donde en el 2013 saldría campeón del Torneo de Reserva 2012-13 jugando con compañeros como Marcelo Meli, Lucas Alario, Germán Conti, entre otros. Ya en 2014 alternaba sus entrenamientos con el primer equipo y en el 2015 pasa a formar parte del plantel profesional de Colón dirigido por Darío Franco, disputando varios amistosos ese año.
El 5 de mayo de 2016 debuta profesionalmente en la Primera División de Argentina en un partido contra Club Almagro por Copa Argentina 2016-17. y por el Campeonato de Primera División 2016 (Argentina) vs Club Atlético Vélez Sarsfield en el Estadio José Amalfitani.
En junio de 2017 finaliza su contrato con Colón y luego de estar seis meses sin club, en enero de 2018 se transforma en refuerzo de Unión de Sunchales, disputando el Torneo Federal A y Copa Santa Fe 2017. A mediados de ese año pasa a ser jugador de Cipolletti de Río Negro.
,Disputando 15 partidos con el mismo entre el Torneo Federal A y la Copa Argentina 2018-19.
En 2020 pasa a ser jugador de Club Atlético San Jorge, antes de la pandemia Covid-19, disputando 5 encuentros con el mismo.
En septiembre del mismo año viaja a Grecia para jugar la Football League (Grecia) en Asteras Vlachioti F.C. de la 2.ª categoría profesional del futbol de Grecia, disputando 8 partidos amistosos con ese mismo club.
En enero de 2021 ficha para el Club Atlético Fénix donde sería uno de los jugadores con más presencias en el equipo del experimentado jugador y actual Director técnico Cristian Fabbiani.
En 2022, luego de no firmar en ningún club por esperar propuestas de algún equipo de la Primera B Nacional que terminaron no concretándose, se recibe de lo que había estado estudiando (Visitador médico) y vuelve a Club Atlético San Jorge, ya un poco alejado del futbol como su prioridad, dándole importancia a sus estudios. 
Allí saldría campeón (después de cinco años sin ganar nada la institución) de la Liga Departamental San Martín  siendo uno de los jugadores claves del plantel, marcando un gol y una asistencia en la primera final. 
En octubre de ese mismo año (ya recibido) aparece nuevamente el futbol en su vida como prioridad y pasa a formar parte del plantel de Club Atlético San Lorenzo de Alem en busca del ascenso al Torneo Federal A equipo que hace de local en el gran Estadio Bicentenario Ciudad de Catamarca, siendo una de las piezas claves y marcando goles importantes, como en el superclásico catamarqueño y en la semifinal del torneo, dejando a su equipo en la final del ascenso.
El buen desempeño del equipo, y de él mismo, hizo que varios equipos fijaran los ojos en los partidos, cada vez que el equipo jugaba, siendo Club Atlético Central Norte (Salta) quien lo seduciría para firmar y contar con él para la temporada 2023 y en busca del ascenso a la Primera B Nacional.
En julio del 2023 firma para Football Club Differdange 03  equipo de División Nacional de Luxemburgo donde jugaría la pre Liga Conferencia de la UEFA en Slovenia contra NK Maribor donde en tiempo extra metería el último gol de penal el jugador y figura Josip Iličić y perderían 4-3.
En febrero del 2024 vuelve a la argentina a Mendoza a jugar con su hermano en Gutiérrez Sport Club clasificando punteros de la zona y peleando para ascender a la Primera B Nacional

## Clubes
| Club                    | País       | Año           |
| ----------------------- | ---------- | ------------- |
| Colón de Santa Fe       | Argentina  | 2015-2017     |
| Unión de Sunchales      | Argentina  | 2018          |
| Cipolletti de Río Negro | Argentina  | 2018-2019     |
| Sportivo Guadalupe      | Argentina  | 2019          |
| Atlético San Jorge      | Argentina  | 2020          |
| Asteras Vlachioti       | Grecia     | 2020          |
| Club Atlético Fénix     | Argentina  | 2021          |
| Atlético San Jorge      | Argentina  | 2022          |
| San Lorenzo de Alem     | Argentina  | 2022          |
| Central Norte de Salta  | Argentina  | 2023          |
| Differdange 03          | Luxemburgo | 2023-2024     |
| Gutiérrez Sport Club    | Argentina  | 2024-2025     |
| Santamarina de Tandil   | Argentina  | 2025-presente |